# 古井由吉
古井 由吉（ふるい よしきち、1937年11月19日 - 2020年2月18日）は、日本の小説家、ドイツ文学者。いわゆる「内向の世代」の代表的作家と言われている。代表作は『杳子』（1970年）、『聖』（1976年）『栖』（1979年）『親』（1980年）の三部作、『槿』（1983年）、『仮往生伝試文』（1989年）、『白髪の唄』（1996年）など。精神の深部に分け入る描写に特徴があり、特に既成の日本語文脈を破る独自な文体を試みている。
東大独文科卒。1971年に男女の愛の微妙な心理の揺れをついた『杳子』で芥川賞受賞。その後『行隠れ』、『聖』『栖』『親』三部作などで、民俗学や病理学を駆使した刺激的な作風を展開している。

## 来歴・人物
東京府東京市出身。港区立白金小学校から同高松中学校を経て、1953年4月、獨協高校に入学。隣のクラスに美濃部強次（古今亭志ん朝）がいた。同年9月、都立日比谷高校に転校。同級生に尾高修也や塩野七生、福田章二（庄司薫）がいた。
1956年3月、日比谷高校卒業。1956年4月、東京大学文科二類入学。同文学部独文科卒。同大学院人文科学研究科独語独文学専攻修士課程修了。東大の同期に蓮實重彦がいた。その後、金沢大学助手、同大学講師を経て、立教大学助教授に着任。教員として蓮實と再び同僚になる。
大学教員の時期は、「日常に潜在する苦そのもの」を見た（講談社文芸文庫の自筆年表より）とするフランツ・カフカの研究に加えて、ロベルト・ムージルやヘルマン・ブロッホなどの翻訳をすすめる一方、1968年、処女作「木曜日に」を同人雑誌『白描』に発表、続いて発表した「先導獣の話」、「円陣を組む女たち」で評価される。
1970年3月付で立教大学を退職し、作家業に専念する。神経を病んだ女性・杳子と登山で出会った男を非現実的・幻想的なイメージを交えて描いた「杳子」（『文芸』1970年8月号）で、1971年に第64回芥川賞を受賞。古井を含むこの時期の作家は小田切秀雄によって｢内向の世代｣と命名され、「社会的問題やイデオロギーなど外部に距離をおいて、内に向っている作家たち」との批判を受けた（実際はこの一派の作家にそうした現実逃避の傾向は希薄であるとの反批判もある）。ことに古井は「朦朧派」（石川達三）や「退屈の美学」（後年の江藤淳による批判）との揶揄も受けたが、他方で秋山駿や柄谷行人らには擁護された。
その後も『杳子・妻隠』の延長線上にある作風の『行隠れ』（1972年）、『櫛の火』（1974年）などを経て、1977年から、後藤明生、坂上弘、高井有一とともに責任編集者として、平凡社から季刊雑誌「文体」を刊行。様々な媒体で旺盛に短篇を発表する。
1980年、都会に投げ出された男女の生活を描く『栖』で第12回日本文学大賞受賞。1983年、偶然出会った男女の間の濃密な性を描いた『槿』で第19回谷崎潤一郎賞受賞。1986年には芥川賞選考委員に選出され、翌年短編「中山坂」（『眉雨』所収）で第14回川端康成文学賞受賞。
1990年、宗教説話を引きながら生死に対する認識をたどった『仮往生伝試文』で第41回読売文学賞受賞。1991年、椎間板ヘルニアのため2ヶ月間入院、この体験が転機となり、『楽天記』（1992年）『白髪の唄』（1996年）と、老いの中で正気と狂気、生と死、現在と過去など様々な相克のあわいを継ぎ目なく往還する独特の作風に達する。
1997年『白髪の唄』で第37回毎日芸術賞受賞、以降は文学賞を一切辞退している。その後左右相次いでの眼の故障もあり（この経験は『聖耳』などの作品にも書かれている）、2005年に芥川賞選考委員を「執筆に専念する」として辞任。朗読会や講演も多数行っている。以降の作品に『辻』『白暗淵（しろわだ）』などがある。
『折々の馬たち』などの作品にも窺えるように、熱烈な競馬ファンとしても知られ、エッセイのみならず、自身の居住区付近の馬事公苑を散策したり、その近辺で見かけたとおぼしい馬から喚起される想念など、競馬にまつわる描写が作品に登場することも少なくない。晩年まで日本中央競馬会の機関誌『優駿』にエッセイを連載したり、デイリースポーツ紙上でGI競走の当日に自らの予想を寄稿していたこともある。
2020年2月18日午後8時25分、肝細胞癌のため東京都内の自宅で死去。82歳没。

## 作風
ロベルト・ムージルやヘルマン・ブロッホといった心理・想念を錯綜した記述で描く作家からの影響を礎としつつ、心理主義とは異なる手法と柔らかく明晰な文体で男女の奇妙な愛縁を描いたが、その作風の集大成とも言うべき『槿』以降はそうした明瞭な物語性を離れ、一貫した（自然主義や身辺雑記的でない）私小説的リアリズムによる随想的かつ小説的でもあるような作品を書き続けている。
（静謐だがしばしば性的な側面を持つ）男女の愛、認識論、民俗学、連歌や短歌、漢詩、神話や説話などの古典、記憶や追想、老耄などをライトモチーフとし、身辺の多岐にわたる事柄を又聞きならぬ「又語り」する体裁で、隠微な日常性にあふれた描写と同時に情景と心理のあいまいとした内奥を明晰かつ幻想的に描く作風、文法・人称・時間軸などの構成を意図的に脱臼させめまぐるしい想念の流れを映し出した眩惑的な文体を確立。また、以前は『円陣を組む女たち』など、僅かな作品でしか描いてこなかった戦争体験を、近年では積極的にモチーフとして採用し始めている（『野川』、『白暗淵』など）。『蜩の声』の作中には、戦時下あるいは戦後間もない頃の記憶が随所にちりばめられている。

## 著書

### 小説
- 『円陣を組む女たち』中央公論社 1970年 のち文庫　短編集
- 『男たちの円居（まどい）』講談社 1970年 のち「雪の下の蟹・男たちの円居」文庫、文芸文庫　短編集
- 『杳子・妻隠（つまごみ）』河出書房新社 1971年 のち河出文芸選書、新潮文庫　短編集
- 『行隠れ』河出書房新社 1972年 のち集英社文庫　長編
- 『水』河出書房新社 1973年 のち集英社文庫、講談社文芸文庫　連作短編集
- 『櫛の火』河出書房新社 1974年 のち新潮文庫　長篇
- 『聖』新潮社 1976年　のち「聖・栖」新潮文庫　短編集
- 『女たちの家』中央公論社 1977年 のち文庫　長編
- 『哀原（あいはら）』文藝春秋 1977年　短編集
- 『夜の香り』新潮社 1978年 のち福武文庫　連作短編集
- 『栖（すみか）』平凡社 1979年 のち「聖・栖」新潮文庫　連作長編
- 『椋鳥』中央公論社 1980年 のち文庫　短編集
- 『親』平凡社 1980年　連作長編
- 『山躁賦（さんそうふ）』集英社 1982年 のち集英社文庫、文芸文庫　連作短編集
- 『槿（あさがお）』福武書店 1983年 のち文庫、講談社文芸文庫　長編
- 『明けの赤馬』福武書店 1985年　短編集
- 『眉雨（びう）』福武書店 1986年 のち文庫　短編集
- 『夜はいま』福武書店 1987年　短編集
- 『仮往生伝試文』河出書房新社 1989年、新装版2004年、講談社文芸文庫 2015年7月　長編
- 『長い町の眠り』福武書店 1989年　連作短編集
- 『楽天記』新潮社 1992年 のち文庫、講談社文芸文庫 2022年10月　長編
- 『陽気な夜まわり』講談社 1994年　短編集
- 『白髪の唄』新潮社 1996年 のち文庫　長編
- 『木犀の日　自選短編集』講談社文芸文庫 1998年
  - 「先導獣の話」「椋鳥」「陽気な夜まわり」「夜はいま」「眉雨」「秋の日」「風邪の日」「髭の子」「木犀の日」「背中ばかりが暮れ残る」 を収録
- 『夜明けの家』講談社 1998年 のち文芸文庫　連作短編集
- 『聖耳（せいじ）』講談社 2000年 のち文芸文庫 2013年6月　連作短編集
- 『忿翁（ふんのう）』新潮社 2002年　長編
- 『野川』講談社 2004年 のち文庫・文芸文庫 2020年6月　長編
- 『辻』新潮社 2006年 のち文庫　連作短編集
- 『白暗淵（しろわだ）』講談社 2007年 のち文芸文庫 2016年6月　連作短編集
- 『やすらい花』新潮社 2010年　連作短編集
- 『蜩の声』講談社 2011年 のち文芸文庫 2017年5月　連作短編集
- 『鐘の渡り』新潮社 2014年　連作短編集
- 『雨の裾』講談社 2015年　連作短編集
- 『ゆらぐ玉の緒』新潮社、2017年　短編集
- 『この道』講談社、2019年、講談社文庫 2022年　連作短編集
- 『われもまた天に』新潮社、2020年（未完）

小説・評論共に、一部は電子書籍で再刊

### 随筆・評論など
- 『東京物語考』岩波書店 1984年、岩波同時代ライブラリー 1990年、講談社文芸文庫 2021年
- 『招魂のささやき』福武書店 1984年、のち「招魂としての表現」福武文庫
- 『裸々虫記』講談社 1986年
- 『「私」という白道』トレヴィル 1986年
- 『日や月や』福武書店 1988年
- 『ムージル－観念のエロス』（作家の方法）岩波書店 1988年
  - 増訂版 『ロベルト・ムージル』岩波書店 2008年
- 『魂の日』福武書店 1993年 - ※ただし「長篇作品」と表記
- 『半日寂寞』講談社 1994年
- 『折々の馬たち』角川春樹事務所 1995年
- 『神秘の人びと』岩波書店 1996年
- 『山に彷徨う心』アリアドネ企画 1996年
- 『ひととせの 東京の声と音』日本経済新聞社 2004年
- 『聖なるものを訪ねて』ホーム社（発売：集英社） 2005年 - ※掌編小説十二編も併録
- 『詩への小路』書肆山田 2005年、講談社文芸文庫、2020年 - ※リルケ『ドゥイノの悲歌』など訳詩も併録
- 『始まりの言葉』（双書 時代のカルテ）岩波書店 2007年
- 『漱石の漢詩を読む』岩波書店 2008年
- 『人生の色気』新潮社 2009年
- 『半自叙伝』河出書房新社 2014年、河出文庫、2017年
- 『楽天の日々』キノブックス 2017年、草思社文庫 2024年2月。改訂新版
- 『書く、読む、生きる』草思社、2020年12月、草思社文庫 2025年2月。築地正明解説
- 『こんな日もある　競馬徒然草』講談社、2021年2月

### 共著
- 『グリム幻想－女たちの15の伝説－』 パルコ出版 1984年（絵本・挿画東逸子）
- 『フェティッシュな時代』（田中康夫との対談）トレヴィル 1987年
- 『対談集 小説家の帰還』（講談社 1993年）
  - 『小説家の帰還　古井由吉対談集』講談社文芸文庫、2024年10月

江藤淳・吉本隆明・平出隆・松浦寿輝・養老孟司・大江健三郎と
- 『遠くからの声』（佐伯一麦との往復書簡）新潮社 1999年
- 『色と空のあわいで』（松浦寿輝との往復書簡）講談社 2007年
- 『言葉の兆し』（佐伯一麦との往復書簡）朝日新聞出版 2012年
  - 『往復書簡　「遠くからの声」「言葉の兆し」』講談社文芸文庫、2021年
- 『文学の淵を渡る』（大江健三郎との対談）新潮社 2015年、新潮文庫 2018年
- 『古井由吉　文学の奇蹟』河出書房新社、2020年6月[7]。追悼出版、対談、全作品ガイドなど
- 『連れ連れに文学を語る　古井由吉対談集成』草思社、2022年2月。未収録インタヴュー、対談を精撰

### 集成
- 『古井由吉全エッセイ』作品社（全3巻） 1980年
  - 第1巻　日常の"変身"
  - 第2巻　言葉の呪術
  - 第3巻　山に行く心
- 『古井由吉作品』河出書房新社（全7巻） 1982-1983年
  - 第1巻　『円陣を組む女たち』『男たちの円居』
  - 第2巻　『杳子・妻隠』『行隠れ』
  - 第3巻　『櫛の火』『水』
  - 第4巻　『女たちの家』『夜の香り』
  - 第5巻　『聖』『栖』『哀原』
  - 第6巻　『親』『椋鳥』
  - 第7巻　エッセイ・翻訳（「愛の完成」『誘惑者』部分）
- 『古井由吉自撰作品』河出書房新社（全8巻） 2012年
  - 第1巻　『杳子・妻隠』『行隠れ』『聖』
  - 第2巻　『水』『櫛の火』
  - 第3巻　『栖』『椋鳥』
  - 第4巻　『親』『山躁賦』
  - 第5巻　『槿』『眉雨』
  - 第6巻　『仮往生伝試文』
  - 第7巻　『楽天記』『忿翁』
  - 第8巻　『野川』『辻』『やすみしほどを』（「やすらい花」収録）
- 『私のエッセイズム　古井由吉エッセイ撰』河出書房新社、2021年。堀江敏幸・築地正明編

### 翻訳
- ブロッホ「誘惑者」-「世界文学全集 56」筑摩書房 1967年。新版「筑摩世界文学大系64 ムージル　ブロッホ」1973年
  - 『誘惑者』あいんしゅりっと（上・下）、2024年11月。早川文人解説（下巻）
- ムジール「愛の完成、静かなヴェロニカの誘惑」-「世界文学全集 49」筑摩書房 1968年、新版・同上。改訂・岩波文庫 1987年
  - 『古井由吉翻訳集成　ムージル・リルケ篇』草思社、2024年9月。築地正明解説